# Atlético de Bilbao 1963-1964
Questa voce raccoglie le informazioni riguardanti l'Atlético de Bilbao nelle competizioni ufficiali della stagione 1963-1964.

## Stagione
Come da politica societaria la squadra è composta interamente da giocatori nati in una delle sette province di Euskal Herria o cresciuti calcisticamente nel vivaio di società basche. In primera División la squadra basca giunge ottava. Nella Coppa del Generalissimo viene eliminata al primo turno dal Celta Vigo (1-1 e sconfitta 1-0).

## Rosa
| N. |                   | Ruolo | Calciatore            |
| -- | ----------------- | ----- | --------------------- |
|    | Spagna (bandiera) | P     | José Ángel Iribar     |
|    | Spagna (bandiera) | P     | Carmelo Cedrún        |
|    | Spagna (bandiera) | P     | Javier Etxebarria     |
|    | Spagna (bandiera) | D     | Iñaki Sáez            |
|    | Spagna (bandiera) | D     | Jesús Renteria        |
|    | Spagna (bandiera) | D     | Juan Ignacio Meltzer  |
|    | Spagna (bandiera) | D     | Manuel González Etura |
|    | Spagna (bandiera) | D     | Luis María Etxeberria |
|    | Spagna (bandiera) | D     | José María Orúe       |
|    | Spagna (bandiera) | D     | Jesús Aranguren       |
|    | Spagna (bandiera) | C     | Pedro María Iturriaga |
|    | Spagna (bandiera) | C     | José Antonio Latorre  |

| N. |                   | Ruolo | Calciatore            |
| -- | ----------------- | ----- | --------------------- |
|    | Spagna (bandiera) | C     | Argacha               |
|    | Spagna (bandiera) | C     | Plácido Bilbao        |
|    | Spagna (bandiera) | C     | Koldo Aguirre         |
|    | Spagna (bandiera) | C     | José María Argoitia   |
|    | Spagna (bandiera) | C     | Juan María Zorriketa  |
|    | Spagna (bandiera) | A     | Fidel Uriarte         |
|    | Spagna (bandiera) | A     | Nicolás Mentxaka      |
|    | Spagna (bandiera) | A     | José Luis Artetxe     |
|    | Spagna (bandiera) | A     | Mauri                 |
|    | Spagna (bandiera) | A     | Víctor Manuel Urquijo |
|    | Spagna (bandiera) | A     | Eneko Arieta          |

## Statistiche

### Statistiche dei giocatori
| Giocatore       | Primera División | Primera División | Coppa del Generalissimo | Coppa del Generalissimo | Totale   | Totale |
| Giocatore       | Presenze         | Reti             | Presenze                | Reti                    | Presenze | Reti   |
| --------------- | ---------------- | ---------------- | ----------------------- | ----------------------- | -------- | ------ |
| J. Aranguren    | 16               | 0                | 0                       | 0                       | 16       | 0      |
| Argacha         | 7                | 1                | 0                       | 0                       | 7        | 1      |
| J.M. Argoitia   | 21               | 6                | 2                       | 0                       | 23       | 6      |
| E. Arieta (I)   | 18               | 8                | 0                       | 0                       | 18       | 8      |
| J.L. Artetxe    | 11               | 0                | 2                       | 0                       | 13       | 0      |
| Carmelo         | 4                | -?               | 0                       | -?                      | 4        | -?     |
| M. Etura        | 28               | 0                | 1                       | 0                       | 29       | 0      |
| J. Etxebarria   | 0                | -?               | 0                       | -?                      | 0        | -?     |
| L.M. Etxeberria | 12               | 0                | 1                       | 0                       | 13       | 0      |
| J.A. Iribar     | 26               | -?               | 2                       | -?                      | 28       | -?     |
| P.M. Iturriaga  | 10               | 0                | 2                       | 0                       | 12       | 0      |
| Koldo Aguirre   | 22               | 7                | 2                       | 0                       | 24       | 7      |
| J.A. Latorre    | 13               | 1                | 0                       | 0                       | 13       | 1      |
| Mauri           | 12               | 6                | 0                       | 0                       | 12       | 6      |
| J.I. Meltzer    | 8                | 0                | 0                       | 0                       | 8        | 0      |
| N. Mentxaka     | 4                | 1                | 2                       | 1                       | 6        | 2      |
| Plácido         | 8                | 0                | 1                       | 0                       | 9        | 0      |
| J. Renteria     | 8                | 0                | 2                       | 0                       | 10       | 0      |
| J.M. Orué       | 27               | 0                | 2                       | 0                       | 29       | 0      |
| I. Sáez         | 20               | 3                | 0                       | 0                       | 20       | 3      |
| F. Uriarte      | 25               | 3                | 1                       | 0                       | 26       | 3      |
| V.M. Urquijo    | 9                | 2                | 0                       | 0                       | 9        | 2      |
| J.M. Zorriketa  | 21               | 1                | 2                       | 0                       | 23       | 1      |